# صياد سمك

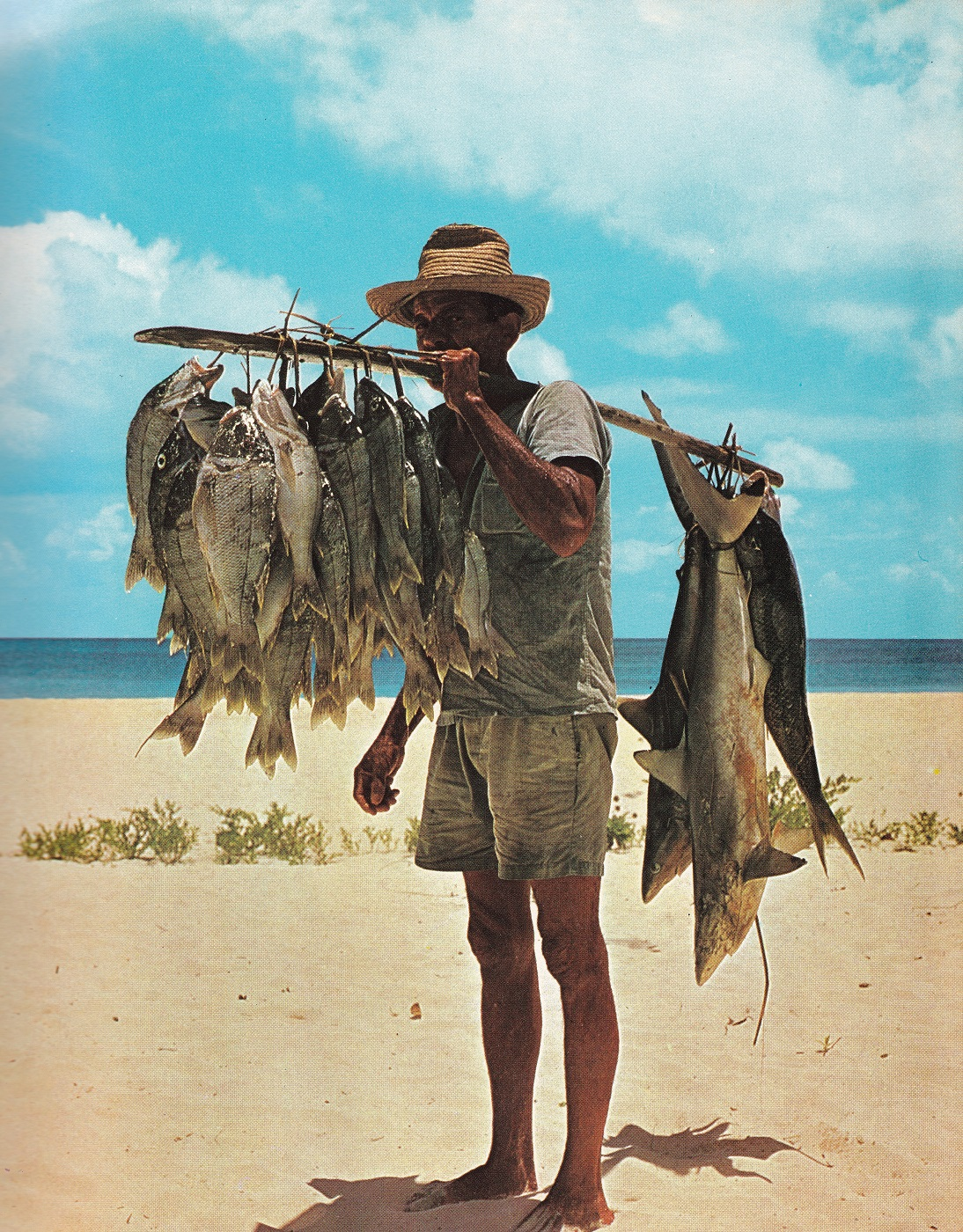
صياد يحمل ما اصطاده من سمك بضمنها أسماك قرش صغيرة.

صياد السمك الشخص الذي يصطاد الأسماك والحيوانات الأخرى التي تعيش في الماء كالروبيان والأخطبوط كمهنة لكسب المال أو كهواية ويقوم بعض صيادي الأسماك بجمع المحار أيضاً بغية الحصول على اللؤلؤ الذي ترتديه النساء للزينة. كما يلتقط حيوانات أخرى من أعماق الماء أو يقوم بجمع المحار. في جميع أنحاء العالم، هناك حوالي 38 مليون صياد ومرزعة سمكية تجارية أو بغرض الإعاشة. الصياد يمكن أن يكون محترف أو هاو ويمكن أن يكون رجل أو أنثى على حد سواء. قد وُجد الصيد منذ العصر الحجري كوسيلة للحصول على الطعام.

## التاريخ
وجد الصيد منذ العصر الحجري كوسيلة للحصول على الطعام. أصبح الصيد وسيلة رئيسية للبقاء بالإضافة إلى كونه مشروع تجاري.
أثر الصيد والصياد أيضًا على الديانة عند المصريين القدماء، فعبادة السمك البوري كانت علامة لقدوم موسم الفيضان. وكان غالبًا ما تظهر الإله بستت في شكل سمك السلور.
وفي الأدب عند المصريين القدماء، كانت الطريقة التي استخدمها آمون لخلق العالم مرتبطة بطريقة رعاية سمك البلطي لذريته، حيث تبقيها بفمها فترة مطولة من الوقت.

## التجارة
وفقًا لمنظمة الأغذية والزراعة التابعة للأمم المتحدة، كان هناك حوالي 38 مليون صياد في مختلف البلاد ينتجون أكثر من 200000 طن في عام 2012، وهو ما يقارب 140% مما أُنتج في عام 1995. وقد كان متوسط الإنتاج الفرد حوالي 3.5 طن من إجمالي 66 مليون طن. وقع معظم هذا النمو في البلاد التي تقع في آسيا حيث يقطن بها أربع أخماس الصيادين والمزارع السمكية.
معظم الصيادون من الرجال يشاركون في الصيد البحري في أعماق البحار. وتقوم النساء بالصيد من خلال قوارب صغيرة في بعض المناطق قرب الشاطئ أو يقمن بجمع المحار والطحالب البحرية.  في كثير من مجتمعات الصيد الحرفي، تتولى المرأة مسئولية صناعة وتصليح شباك الصيد، معالجة ما بعد الحصاد والتسويق.

## الرفاهية
الصيد الترفيهي هو الصيد لأجل المتعة والمسابقة. وهو ما يمكن اعتباره متناقضًا مع الصيد التجاري وهو الصيد من أجل مكسب اقتصادي أو الصيد الاعتمادي وهو الصيد من أجل البقاء.
أكثر الأنواع شيوعًا للصيد الترفيهي يتم عن طريق صنارة الصيد، بكرة، خيط، منجل وأي نوع من أنواع الأطعم. يتم استخدام في كثير من الأحيان طرق إغراء بدلًا من استخدم الطعم. يقوم بعض الأشخاص بتصنيع هذه الوسائل تصنيعًا يدويًا يشمل البلاستيك والذباب الصناعي.
ممارسة الاصطياد أو محاولة اصطياد السمك باستخدام المنجل تسمى الصيد. عند الصيد، يكون في الغالب منتظر ومطلوب أن يصطاد السمك ويطلق سراحه. لعبة صيد السمك الكبيرة هي الصيد عند طريق المراكب حتى يتم الإمساك بمختلف الاصناف البحرية لك تونة، سمك القرش وسمك المرلين. ويُعتبر  اصطياد سمك السلور عن طريق اليد المجردة وفرق بطن السلمون من الأنشطة الترفيهية.

## المجتمعات
في بعض المجتمعات، لا يوفر الصيد مصدر للغذاء والعمل فقط بل أيضًا هوية المجتمع وثقافته.

## قضايا السلامة
الصناعة السمكية هي صناعة خطيرة بالنسبة لصيادين السمك. بين عامي 1992 و1999، سفن الصيد التجارية الأمريكية سجلت 78 حالة وفاة في السنة.
أسباب الوفاة الرئيسية هي:
- إعدادات غير كافية لحالة الطوارئ
- فقر في صيانة السفن مع عدم وجود معدات سلامة كافية.
- قلة الوعي أو تجاهل قضايا الثبات.
كثير من الصيادين بالرغم من تقبلهم خطورة الصيد، إلا إنهم يدافعون بقوة عن استقلالهم. تم رفض كثير من القوانين المقترحة واللوائح الإضافية لزيادة السلامة بسبب رفض الصيادين.
يعمل الصيادون التجاريون في ألاسكا في واحدة من أقسى البيئات في العالم. العديد من المصاعب التي يتحملونها تشمل مناطق الصيد المعزولة، والرياح العاتية، والظلام الموسمي، والماء البارد جدًا، والجليد، ومواسم الصيد القصيرة، حيث تكون أيام العمل الطويلة جدًا هي القاعدة.  يواجه التعب والإجهاد البدني والضغوط المالية معظم الصيادين في ألاسكا من خلال حياتهم المهنية. ظروف العمل الخطرة التي يواجهها الصيادون لها تأثير قوي على سلامتهم.
من أصل 948 حالة وفاة مرتبطة بالعمل وقعت في ألاسكا خلال الفترة 1990-2006، حدث ثلث (311) للصيادين. وهذا يعادل معدل وفيات سنوي يقدر بـ 128 / 100,000 عامل / سنة. معدل الوفيات هذا هو 26 ضعف معدل وفيات العمل الكلي في الولايات المتحدة والذي يقارب 5 / 100.000 عامل / سنة لنفس الفترة الزمنية.
في حين أن معدل الوفيات المرتبطة بالعمل بالنسبة للصيادين التجاريين في ألاسكا لا يزال مرتفعًا للغاية، فإنه يبدو أنه يتناقص: منذ عام 1990، كان هناك انخفاض 51 في المئة في معدل الوفيات السنوي. ترجع نجاحات الصيد التجاري جزئيًا إلى قيام خفر السواحل الأمريكي بتنفيذ متطلبات السلامة الجديدة في أوائل التسعينات.
وقد ساهمت متطلبات السلامة هذه في نجاة 96 بالمائة من الصيادين التجاريين عند غرق/ انقلاب السفن في عام 2004، بينما في عام 1991، بقي 73 بالمائة فقط على قيد الحياة. بينما انخفض عدد الوفيات المهنية من الصيادين التجاريين في ألاسكا، هناك نمط مستمر لفقدان 20 إلى 40 سفينة كل عام.
لا يزال هناك حوالي 100 صياد يجب إنقاذهم كل عام من مياه ألاسكا الباردة. ولا يزال الإنقاذ الناجح يعتمد على الأفراد المدربين بخبرة في عمليات البحث والإنقاذ التابعة لخفر السواحل الأمريكي، ويمكن أن تعوق مثل هذه الجهود قسوة البحار والطقس. علاوة على ذلك، فإن الأشخاص المشاركين في عمليات البحث والإنقاذ هم أنفسهم معرضون بشكل كبير للإصابة أو الموت أثناء محاولات الإنقاذ هذه.